# Hoa hậu Việt Nam 2022
Hoa hậu Việt Nam 2022 là cuộc thi Hoa hậu Việt Nam lần thứ 18 do Báo Tiền Phong phối hợp cùng Công ty TNHH Quảng cáo Thương mại Sen Vàng tổ chức được Sở VH-TT thành phố Hồ Chí Minh cấp giấy phép ngày 22 tháng 6 năm 2022. Cuộc thi được diễn ra với chủ đề "Hương sắc Việt". Đêm chung kết diễn ra vào ngày 23 tháng 12 năm 2022 tại Nhà thi đấu Phú Thọ, Quận 11, Thành phố Hồ Chí Minh. Hoa hậu Việt Nam 2020 - Đỗ Thị Hà đến từ Thanh Hóa đã trao lại vương miện cho người kế nhiệm là cô Huỳnh Thị Thanh Thủy đến từ Đà Nẵng. Từ năm nay, người chiến thắng của cuộc thi sẽ trở thành đại diện của Việt Nam tại cuộc thi Hoa hậu Quốc tế thay vì Hoa hậu Thế giới như trước đây. Năm nay cũng là năm cuối cùng cuộc thi Hoa hậu Việt Nam diễn ra dưới sự phối hợp của Báo Tiền Phong và Công ty TNHH Quảng cáo Thương mại Sen Vàng.

## Thông tin cuộc thi

### Về phẫu thuật thẩm mỹ
Khác với các cuộc thi khác khi cho phép thí sinh được phẫu thuật thẩm mỹ, thí sinh tham gia Hoa hậu Việt Nam 2022 sẽ không được phép phẫu thuật thẩm mỹ làm thay đổi hẳn khuôn mặt. Tuy nhiên, sẽ có những nới lỏng, thí sinh được phép xăm chân mày và làm răng ở một mức độ nhất định.

### Sự cố đầm xuyên thấu của Phương Anh
Tại đêm chung kết, Á hậu Phương Anh đã lên sân khấu trao vương miện và băng đeo cho Á hậu 1 Trịnh Thùy Linh. Tuy nhiên bộ đầm Phương Anh mặc khi bị ánh sáng rọi vào đã tạo ra hình ảnh không đẹp.
Ban tổ chức thông tin:
"Thực tế, các máy ảnh của ban tổ chức, từ góc độ của mình, đã không ghi nhận được các hình ảnh không đẹp như bức đang lan truyền trên mạng xã hội. Ban tổ chức cuộc thi Hoa hậu Việt Nam 2022 xin lỗi khán giả và người hâm mộ khi không lường trước và không kiểm soát được sự cố trên đây"

## Kết quả

### Thứ hạng
| Kết quả                                                 | Thí sinh | Vị trí Quốc tế                        |
| Hoa hậu Việt Nam 2022 (Miss International Vietnam 2024) | - 005 – Huỳnh Thị Thanh Thủy | - Chiến thắng – Hoa hậu Quốc tế 2024  |
| Á hậu 1                                                 | - 146 – Trịnh Thùy Linh |                                       |
| Á hậu 2 (Miss Intercontinental Vietnam 2023)            | - 166 – Lê Nguyễn Ngọc Hằng | - Á hậu 2 – Hoa hậu Liên lục địa 2023 |
| Top 5                                                   | - 122 – Nguyễn Ngọc Mai (¥) - 177 – Hoàng Hương Giang |                                       |
| Top 10                                                  | - 052 – Trần Lê Mai Chi - 088 – Đinh Khánh Hòa - 114 – Phạm Giáng My - 216 – Trần Thị Bé Quyên - 378 – Phan Phương Oanh |                                       |
| Top 20                                                  | - 010 – Bùi Thảo Linh - 093 – Nguyễn Phương Anh - 101 – Phạm Thị Hồng Thắm - 106 – Nguyễn Thu Hà - 121 – Lê Thanh Trúc - 234 – Đỗ Trần Ngọc Thảo - 323 – Nguyễn Thị Thanh Tâm - 369 – Hồ Thị Yến Nhi - 400 – Lê Minh Anh (§) - 445 – Trần Nguyễn Phương Thy |                                       |

- (§) - Thí sinh được vào thẳng Top 20 do chiến thắng giải thưởng Người đẹp được yêu thích nhất.
- (¥) - Thí sinh được vào thẳng Top 5 do chiến thắng giải thưởng Người đẹp Nhân ái.

### Các giải thưởng phụ
| Giải thưởng                   | Thí sinh                  |
| ----------------------------- | ------------------------- |
| Người đẹp có gương mặt khả ái | - 177 – Hoàng Hương Giang |
| Người đẹp Áo dài              | - 216 – Trần Thị Bé Quyên |
| Người đẹp có làn da đẹp nhất  | - 146 – Trịnh Thùy Linh   |

### Thứ tự công bố
| 1. Lê Minh Anh 2. Nguyễn Thị Thanh Tâm 3. Bùi Thảo Linh 4. Trần Lê Mai Chi 5. Đinh Khánh Hòa 6. Lê Thanh Trúc 7. Nguyễn Ngọc Mai 8. Phạm Thị Hồng Thắm 9. Phạm Giáng My 10. Nguyễn Phương Anh 11. Lê Nguyễn Ngọc Hằng 12. Đỗ Trần Ngọc Thảo 13. Trần Thị Bé Quyên 14. Nguyễn Thu Hà 15. Hoàng Hương Giang 16. Hồ Thị Yến Nhi 17. Trịnh Thùy Linh 18. Huỳnh Thị Thanh Thủy 19. Phan Phương Oanh 20. Trần Nguyễn Phương Thy | 1. Trần Thị Bé Quyên 2. Trần Lê Mai Chi 3. Đinh Khánh Hòa 4. Huỳnh Thị Thanh Thủy 5. Phạm Giáng My 6. Hoàng Hương Giang 7. Trịnh Thùy Linh 8. Lê Nguyễn Ngọc Hằng 9. Nguyễn Ngọc Mai 10. Phan Phương Oanh | 1. Nguyễn Ngọc Mai 2. Trịnh Thùy Linh 3. Lê Nguyễn Ngọc Hằng 4. Huỳnh Thị Thanh Thủy 5. Hoàng Hương Giang |

## Phần thi phụ

### Người đẹp Nhân ái[8]
Vào thẳng Top 5
| Kết quả     | Thí sinh |
| Chiến thắng | - 122 – Nguyễn Ngọc Mai |
| Top 5       | - 005 – Huỳnh Thị Thanh Thủy - 088 – Đinh Khánh Hòa - 323 – Nguyễn Thị Thanh Tâm - 378 – Phan Phương Oanh |
| Top 18      | - 052 – Trần Lê Mai Chi - 057 – Nguyễn Linh Thu - 081 – Trần Gia Hân - 101 – Phạm Thị Hồng Thắm - 121 – Lê Thanh Trúc - 146 – Trịnh Thùy Linh - 166 – Lê Nguyễn Ngọc Hằng - 177 – Hoàng Hương Giang - 182 – Mai Trang Thảo - 234 – Đỗ Trần Ngọc Thảo - 278 – Nguyễn Thị Phương Nhung - 335 – Nguyễn Ngọc Tường Vi - 426 – Trịnh Mỹ Anh |

### Người đẹp được yêu thích nhất

#### Vòng 1
Vào thẳng Top 35
| Kết quả     | Thí sinh                                      |
| Chiến thắng | - 400 – Lê Minh Anh                           |
| Top 3       | - 010 – Bùi Thảo Linh - 008 – Nguyễn Thúy Trà |

#### Vòng 2
Vào thẳng Top 20
| Kết quả     | Thí sinh                                           |
| Chiến thắng | - 400 – Lê Minh Anh                                |
| Top 3       | - 323 – Nguyễn Thị Thanh Tâm - 010 – Bùi Thảo Linh |

### Người đẹp Biển
| Kết quả     | Thí sinh                                          |
| Chiến thắng | - 378 – Phan Phương Oanh                          |
| Top 3       | - 146 – Trịnh Thùy Linh - 216 – Trần Thị Bé Quyên |

### Người đẹp Truyền thông
| Kết quả     | Thí sinh                                                                                                  |
| Chiến thắng | - 323 – Nguyễn Thị Thanh Tâm                                                                              |
| Top 3       | - 122 – Nguyễn Ngọc Mai - 278 – Nguyễn Thị Phương Nhung                                                   |
| Top 7       | - 005 – Huỳnh Thị Thanh Thủy - 088 – Đinh Khánh Hòa - 378 – Phan Phương Oanh - 045 – Nguyễn Thị Hoài Ngọc |

### Người đẹp Thời trang
| Kết quả     | Thí sinh                                    |
| Chiến thắng | - 052 – Trần Lê Mai Chi                     |
| Top 3       | - 066 – Phan Thị Sen - 369 – Hồ Thị Yến Nhi |

### Người đẹp Thể thao
| Kết quả     | Thí sinh |
| Chiến thắng | - 005 – Huỳnh Thị Thanh Thủy                                                                                                  |
| Top 3       | - 093 – Nguyễn Phương Anh - 166 – Lê Nguyễn Ngọc Hằng                                                                         |
| Top 8       | - 045 – Nguyễn Thị Hoài Ngọc - 088 – Đinh Khánh Hòa - 119 – Phạm Thị Phương Trinh - 369 – Hồ Thị Yến Nhi - 426 – Trịnh Mỹ Anh |

### Người đẹp Tài năng
| Kết quả     | Thí sinh                                       |
| Chiến thắng | - 166 – Lê Nguyễn Ngọc Hằng                    |
| Top 3       | - 081 – Trần Gia Hân - 177 – Hoàng Hương Giang |

## Ban giám khảo
| Họ tên             | Danh hiệu, nghề nghiệp                                                                                        | Vai trò                  |
| ------------------ | --- | ------------------------ |
| Lê Xuân Sơn        | Tổng biên tập Báo Tiền Phong, Trưởng ban Tổ chức                                                              | Trưởng ban giám khảo     |
| Trần Hữu Việt      | Ủy viên Ban chấp hành, Trưởng ban Nhà văn trẻ Hội Nhà văn Việt Nam Trưởng ban Văn hóa – Văn nghệ báo Nhân Dân | Phó trưởng ban giám khảo |
| Nguyễn Xuân Bắc    | Nghệ sĩ ưu tú, Giám đốc Nhà hát Kịch Việt Nam, Phó chủ tịch Hội Liên hiệp Thanh niên Việt Nam                 | Phó trưởng ban giám khảo |
| Lê Thanh Hòa       | Nhà thiết kế, nhà tạo mẫu                                                                                     | Thành viên ban giám khảo |
| Nguyễn Thụy Vân    | MC, Á hậu 2 Hoa hậu Việt Nam 2008                                                                             | Thành viên ban giám khảo |
| Trần Tiểu Vy       | Hoa hậu Việt Nam 2018                                                                                         | Thành viên ban giám khảo |
| Lê Nguyễn Bảo Ngọc | Á hậu 1 Hoa hậu Thế giới Việt Nam 2022 Hoa hậu Liên lục địa 2022                                              | Thành viên ban giám khảo |

## Phần thi ứng xử
Ở phần thi ứng xử, Huỳnh Thị Thanh Thủy nhận câu hỏi: "Thế giới đã đạt mốc 8 tỷ người, bạn định vị bản thân trong thế giới ấy như thế nào trong thế giới mênh mông đó?".
Thanh Thủy trả lời:
"15/11/2022 là cột mốc đánh dấu thế giới đã đạt 8 tỷ người. Tôi tự hỏi giữa thế giới mênh mông đó, khi dân số tăng nhanh như vậy, mình liệu có trở nên nhỏ bé?. Tôi tin với sự cố gắng kiên cường, tin vào bản thân, tôi có thể mang đến những giá trị tốt đẹp cho thế giới"
Trịnh Thuỳ Linh nhận được câu hỏi:
"Chúng ta thường nói đến khát vọng xây dựng Việt Nam hùng cường. Giới trẻ cần làm gì để hiện thực hóa ước ao đó?".
Thuỳ Linh đáp:
"Một Việt Nam hùng cường là Việt Nam mà cha ông ta đã luôn mong muốn. Giới trẻ chúng ta là yếu tố tiên quyết để đưa Việt Nam tiến lên. Khi tất cả những trái tim có thể kết nối, chạm tới nhau, tôi tin chúng ta có thể tạo ra một Việt Nam tốt đẹp hơn".
Lê Nguyễn Ngọc Hằng nhận được câu hỏi:
"Giữa 60 phút nói chuyện với bố mẹ qua điện thoại và 15 phút nói chuyện trực tiếp, bạn sẽ chọn phương án nào?".
Ngọc Hằng trả lời:
"Xã hội ngày càng phát triển, nhịp sống ngày càng nhanh và chúng ta chìm đắm trong công việc của mình rồi nhận ra chúng ta đang dần xa cách cha mẹ. Cuộc sống rất vô thường, hãy trân trọng nó. Dù 60 phút hay 15 phút đều rất đáng quý, hãy cố gắng dành thật nhiều thời gian cho cha mẹ mình".

## Thí sinh tham gia

### Top 35 thí sinh chung kết
| SBD | Họ và tên thí sinh      | Năm sinh | Chiều cao               | Quê quán              | Thành tích                               |
| --- | ----------------------- | -------- | ----------------------- | --------------------- | ---------------------------------------- |
| 010 | Bùi Thảo Linh           | 2004     | 1,75 m (5 ft 9 in)      | Thanh Hóa             | Top 20                                   |
| 232 | Bùi Thị Hoàng Yến       | 2000     | 1,74 m (5 ft 8+1⁄2 in)  | Hà Tĩnh               |                                          |
| 234 | Đỗ Trần Ngọc Thảo       | 2001     | 1,68 m (5 ft 6 in)      | Thành phố Hồ Chí Minh | Top 20                                   |
| 088 | Đinh Khánh Hòa          | 2003     | 1,73 m (5 ft 8 in)      | Hà Nội                | Top 10                                   |
| 177 | Hoàng Hương Giang       | 2003     | 1,73 m (5 ft 8 in)      | Bắc Giang             | Top 5 Người đẹp có gương mặt khả ái      |
| 369 | Hồ Thị Yến Nhi          | 2003     | 1,79 m (5 ft 10+1⁄2 in) | Huế                   | Top 20                                   |
| 005 | Huỳnh Thị Thanh Thủy    | 2002     | 1,76 m (5 ft 9+1⁄2 in)  | Đà Nẵng               | Hoa hậu Việt Nam 2022 Người đẹp Thể thao |
| 400 | Lê Minh Anh             | 2004     | 1,67 m (5 ft 5+1⁄2 in)  | Hà Nội                | Top 20 Người đẹp do khán giả bình chọn   |
| 166 | Lê Nguyễn Ngọc Hằng     | 2003     | 1,74 m (5 ft 8+1⁄2 in)  | Thành phố Hồ Chí Minh | Á hậu 2 Người đẹp Tài năng               |
| 121 | Lê Thanh Trúc           | 2002     | 1,72 m (5 ft 7+1⁄2 in)  | Bình Định             | Top 20                                   |
| 108 | Lê Thị Hồng Điễm        | 2002     | 1,78 m (5 ft 10 in)     | Tiền Giang            |                                          |
| 182 | Mai Trang Thảo          | 2003     | 1,67 m (5 ft 5+1⁄2 in)  | Quảng Nam             |                                          |
| 228 | Nguyễn Hoàng Yến        | 2004     | 1,67 m (5 ft 5+1⁄2 in)  | Hà Nội                |                                          |
| 245 | Nguyễn Lê Nhật Quỳnh    | 2003     | 1,76 m (5 ft 9+1⁄2 in)  | Hà Nội                |                                          |
| 057 | Nguyễn Linh Thu         | 1999     | 1,71 m (5 ft 7+1⁄2 in)  | Phú Thọ               |                                          |
| 122 | Nguyễn Ngọc Mai         | 1999     | 1,69 m (5 ft 6+1⁄2 in)  | Nam Định              | Top 5 Người đẹp Nhân ái                  |
| 335 | Nguyễn Ngọc Tường Vi    | 2000     | 1,71 m (5 ft 7+1⁄2 in)  | Khánh Hòa             |                                          |
| 093 | Nguyễn Phương Anh       | 2002     | 1,67 m (5 ft 5+1⁄2 in)  | Hải Phòng             | Top 20                                   |
| 045 | Nguyễn Thị Hoài Ngọc    | 2001     | 1,72 m (5 ft 7+1⁄2 in)  | Bắc Giang             |                                          |
| 278 | Nguyễn Thị Phương Nhung | 2002     | 1,66 m (5 ft 5+1⁄2 in)  | Vĩnh Phúc             |                                          |
| 323 | Nguyễn Thị Thanh Tâm    | 1998     | 1,74 m (5 ft 8+1⁄2 in)  | Thanh Hóa             | Top 20 Người đẹp Truyền thông            |
| 106 | Nguyễn Thu Hà           | 2003     | 1,73 m (5 ft 8 in)      | Tuyên Quang           | Top 20                                   |
| 378 | Phan Phương Oanh        | 2003     | 1,72 m (5 ft 7+1⁄2 in)  | Hà Nội                | Top 10 Người đẹp Biển                    |
| 066 | Phan Thị Sen            | 2001     | 1,70 m (5 ft 7 in)      | Lâm Đồng              |                                          |
| 114 | Phạm Giáng My           | 2004     | 1,70 m (5 ft 7 in)      | Ninh Bình             | Top 10                                   |
| 101 | Phạm Thị Hồng Thắm      | 2003     | 1,72 m (5 ft 7+1⁄2 in)  | Quảng Ngãi            | Top 20                                   |
| 215 | Phạm Thị Nhung          | 2000     | 1,74 m (5 ft 8+1⁄2 in)  | Thanh Hóa             |                                          |
| 119 | Phạm Thị Phương Trinh   | 2003     | 1,72 m (5 ft 7+1⁄2 in)  | Quảng Nam             |                                          |
| 081 | Trần Gia Hân            | 2004     | 1,72 m (5 ft 7+1⁄2 in)  | Nam Định              |                                          |
| 052 | Trần Lê Mai Chi         | 2003     | 1,68 m (5 ft 6 in)      | Thanh Hóa             | Top 10 Người đẹp Thời trang              |
| 445 | Trần Nguyễn Phương Thy  | 2002     | 1,75 m (5 ft 9 in)      | Thành phố Hồ Chí Minh | Top 20                                   |
| 216 | Trần Thị Bé Quyên       | 2001     | 1,74 m (5 ft 8+1⁄2 in)  | Bến Tre               | Top 10 Người đẹp Áo dài                  |
| 462 | Trần Thị Hồng Nhung     | 2004     | 1,72 m (5 ft 7+1⁄2 in)  | Huế                   |                                          |
| 426 | Trịnh Mỹ Anh            | 2003     | 1,75 m (5 ft 9 in)      | Nghệ An               |                                          |
| 146 | Trịnh Thùy Linh         | 2002     | 1,72 m (5 ft 7+1⁄2 in)  | Thanh Hóa             | Á hậu 1 Người đẹp có làn da đẹp nhất     |

### Top 45 thí sinh chung khảo
| SBD | Họ và tên thí sinh     | Năm sinh | Chiều cao              | Quê quán              |
| --- | ---------------------- | -------- | ---------------------- | --------------------- |
| 092 | Lăng Ngọc Nhi          | 2002     | 1,76 m (5 ft 9+1⁄2 in) | Đồng Nai              |
| 132 | Lê Thị Kim Hậu         | 2003     | 1,68 m (5 ft 6 in)     | Cần Thơ               |
| 305 | Lý Thị Thu Thảo        | 2003     | 1,66 m (5 ft 5+1⁄2 in) | Tuyên Quang           |
| 113 | Nguyễn Lê Hoàng Linh   | 2004     | 1,71 m (5 ft 7+1⁄2 in) | Nam Định              |
| 382 | Nguyễn Ngọc Anh Thư    | 2003     | 1,73 m (5 ft 8 in)     | Thành phố Hồ Chí Minh |
| 126 | Nguyễn Thị Hương Giang | 2002     | 1,69 m (5 ft 6+1⁄2 in) | Hải Phòng             |
| 135 | Nguyễn Thúy Quỳnh      | 2001     | 1,74 m (5 ft 8+1⁄2 in) | Hà Nội                |
| 133 | Trần Nhật Lệ           | 2001     | 1,69 m (5 ft 6+1⁄2 in) | Quảng Ninh            |
| 138 | Trần Thị Thu Trang     | 2002     | 1,72 m (5 ft 7+1⁄2 in) | Quảng Bình            |
| 172 | Trần Thùy Chi          | 2002     | 1,69 m (5 ft 6+1⁄2 in) | Thành phố Hồ Chí Minh |
| 340 | Vũ Phương Thảo         | 2000     | 1,68 m (5 ft 6 in)     | Thái Bình             |

### Top 58 thí sinh chung khảo
Ban đầu có 58 thí sinh vượt qua vòng sơ khảo nhưng chỉ còn 56 thí sinh dự thi đêm chung khảo vì có thí sinh rút lui khỏi cuộc thi.
| SBD | Họ và tên thí sinh     | Năm sinh | Chiều cao              | Quê quán              |
| --- | ---------------------- | -------- | ---------------------- | --------------------- |
| 102 | Đặng Thị Mỹ Hạnh       | 2004     | 1,74 m (5 ft 8+1⁄2 in) | Ninh Bình             |
| 140 | Huỳnh Thị Bảo Giang    | 2003     | 1,73 m (5 ft 8 in)     | Thành phố Hồ Chí Minh |
| 273 | Lê Thị Tuyết Lâm       | 2001     | 1,72 m (5 ft 7+1⁄2 in) | Hà Nội                |
| 145 | Nguyễn Hồng Thanh      | 2002     | 1,71 m (5 ft 7+1⁄2 in) | Cần Thơ               |
| 012 | Nguyễn Lê Vũ Hà        | 2003     | 1,72 m (5 ft 7+1⁄2 in) | Thanh Hóa             |
| 208 | Nguyễn Phương Tường Vy | 2002     | 1,72 m (5 ft 7+1⁄2 in) | Bình Định             |
| 104 | Nguyễn Thị Minh Thư    | 2004     | 1,71 m (5 ft 7+1⁄2 in) | Ninh Bình             |
| 197 | Nguyễn Thị Phượng *    | 2001     | 1,74 m (5 ft 8+1⁄2 in) | Thanh Hóa             |
| 008 | Nguyễn Thúy Trà        | 2002     | 1,65 m (5 ft 5 in)     | Nghệ An               |
| 271 | Phạm Thu Anh *         | 2003     | 1,70 m (5 ft 7 in)     | Thái Bình             |
| 180 | Trần Thị Nhi           | 2002     | 1,69 m (5 ft 6+1⁄2 in) | Cà Mau                |
| 174 | Vũ Hiền Phương         | 2000     | 1,69 m (5 ft 6+1⁄2 in) | Hải Dương             |

(*): Thí sinh rút lui trước đêm thi Chung khảo vì lý do cá nhân

## Thông tin thí sinh
- Huỳnh Thị Thanh Thủy: Hoa khôi Đại học Ngoại Ngữ - Đại học Đà Nẵng 2021, Á khôi 1 cuộc thi Học sinh - Sinh viên thanh lịch Thành phố Đà Nẵng 2021, Đăng quang Hoa hậu Quốc tế 2024.
- Lê Nguyễn Ngọc Hằng: Top 10 Hoa hậu Thế giới Việt Nam 2022 cùng các giải phụ (Top 5 Người đẹp Biển, Top 9 Người đẹp Thể thao), Á hậu 2 Hoa hậu Liên lục địa 2023 cùng giải phụ Hoa hậu Liên lục địa Châu Á & châu Đại dương. Á quân 1 Bước nhảy Hoàn vũ 2024 cùng giải phụ Nữ hoàng Latin..
- Hoàng Hương Giang: Á khôi 1 Duyên dáng Ngoại thương 2022.
- Phạm Giáng My: Quán quân cuộc thi Người đẹp Hoa Lư năm 2022 cùng giải phụ Trình diễn áo tắm đẹp nhất.
- Trần Thị Bé Quyên: Top 10 Hoa hậu Thế giới Việt Nam 2022 cùng giải phụ Top 5 Người đẹp Biển.
- Nguyễn Thu Hà: Giải nhì Người đẹp Xứ Tuyên 2022.
- Phạm Thị Hồng Thắm: Top 10 Hoa hậu Sinh thái Việt Nam 2021 cùng giải phụ Người đẹp Áo dài, Top 20 Hoa hậu Thế giới Việt Nam 2022.
- Nguyễn Thị Hoài Ngọc: Top 45 Hoa hậu Thế giới Việt Nam 2022, Top 30 Hoa hậu Quốc gia Việt Nam 2024 cùng giải phụ Người đẹp Nữ công gia chánh.
- Phạm Thị Phương Trinh: Top 50 Hoa hậu Hòa bình Việt Nam 2022.
- Hồ Thị Yến Nhi: Top 20 Hoa hậu Thế giới Việt Nam 2022, Quán quân Đại sứ Nụ cười Việt 2022, Top 15 Hoa hậu Quốc gia Việt Nam 2024 cùng giải phụ (Top 10 Người đẹp Tài năng, Best Face of The Naris, Người đẹp Thời trang, Người đẹp Nhân ái, Arata Wellness Challenge)
- Nguyễn Thị Phương Nhung: Đoạt danh hiệu Hoa khôi tỏa sáng tại Duyên dáng Ngoại thương 2022.
- Trần Nhật Lệ: Á khôi 1 Người đẹp Hạ Long 2020 cùng giải phụ Người đẹp Khả ái, Top 66 Hoa hậu Thế giới Việt Nam 2022, Top 18 Miss Universe Vietnam 2023, Top 8 Hoa hậu Trái Đất Việt Nam 2025 cùng giải phụ (Top 5 Người đẹp Thể thao, Người đẹp Biển).
- Đỗ Trần Ngọc Thảo: Top 40 Hoa hậu Thế giới Việt Nam 2023.
- Nguyễn Lê Hoàng Linh: Top 5 Nét đẹp Sinh viên Trường Đại học Công nghiệp Thành phố Hồ Chí Minh 2023 cùng giải phụ: Người đẹp Áo dài, Top 40 Hoa hậu Thế giới Việt Nam 2023.
- Vũ Phương Thảo: Người đẹp Xứ Tuyên 2022.
- Nguyễn Hồng Thanh: Top 40 Hoa hậu Thế giới Việt Nam 2023 cùng giải phụ Top 5 Người đẹp Nhân ái.
- Lê Thị Kim Hậu: Top 20 Hoa hậu Thế giới Việt Nam 2023 cùng giải phụ (Người đẹp Du lịch, Top 5 Người đẹp Tài năng), Top 20 Hoa hậu Trái Đất Việt Nam 2023.
- Vũ Hiền Phương: Á khôi 1 Miền Cao nguyên Đá Hà Giang 2022.
- Trần Thị Nhi: Top 9 Nét đẹp sinh viên Khoa Du Lịch trường đại học.
- Nguyễn Thị Minh Thư: Giải nhì Người đẹp Hoa Lư 2022.
- Nguyễn Linh Thu: Á khôi 2 Tài sắc nữ sinh Báo chí 2020.
- Phạm Thu Anh: Quán quân The Face reader for this post 2022 Học viện Ngân hàng.
- Nguyễn Thị Phượng: Top 35 Hoa hậu Việt Nam 2020 cùng giải phụ Top 5 Người đẹp Nhân ái, Top 10 Hoa hậu Thế giới Việt Nam 2023 cùng giải phụ (Top 16 Người đẹp Nhân ái, Top 5 Người đẹp Biển), đăng ký tham gia Hoa hậu Hòa bình Việt Nam 2023 nhưng rút lui trước vòng Sơ khảo vì lý do sức khỏe.
- Trịnh Mỹ Anh: Á khôi 1 Hoa khôi Học sinh Thanh lịch Trường THPT Tây Hồ 2018, Top 40 Hoa hậu Hòa bình Việt Nam 2024, Á hậu 3 Hoa hậu Trái Đất Việt Nam 2025 cùng giải phụ (Người đẹp Nhân ái, Top 5 Người đẹp Thể thao, Top 5 Người đẹp Biển, Top 5 Người đẹp Thời trang, Top 5 Người đẹp Tài năng), Đại diện Việt Nam dự thi Hoa hậu Trái Đất 2025.

## Dự thi quốc tế
| Cuộc thi                   | Tên                  | Danh hiệu | Thứ hạng           | Giải thưởng đặc biệt                   |
| -------------------------- | -------------------- | --------- | ------------------ | -------------------------------------- |
| Miss Intercontinental 2023 | Lê Nguyễn Ngọc Hằng  | Á hậu 2   | 2nd Runner-up      | Miss Intercontinental Asia and Oceania |
| Miss International 2024    | Huỳnh Thị Thanh Thủy | Hoa hậu   | Miss International | Top 12 Miss Fitness Award              |
| Miss Earth 2025            | Trịnh Mỹ Anh         | Top 35    | TBA                | TBA                                    |